# Rimonabanto
Rimonabanto ou rimonabant (nomes comerciais: Acomplia e Redufast) é um fármaco que era utilizado para redução do peso e afinamento da cintura. Em Abril de 2006 o laboratório Sanofi-Aventis anunciou a venda do medicamento no Brasil. Entretanto, em Outubro de 2008, o laboratório suspendeu a venda do medicamento Acomplia em todo o mundo pelo risco de seus efeitos colaterais que envolvem complicações psiquiátricas. Posteriormente veio a ser comercializado pela empresa Eticos sob o nome Redufast, mantendo o alto índice de casos de depressão e suicídios compulsivos.

## Mecanismo de ação
Ele age bloqueando substâncias conhecidas como endocanabinóides (receptor CB1) que provoca uma auto-estimulação em nossas ações e também no apetite. O sistema endocanabinóide funciona como uma defesa, estimulando o organismo a guardar seus alimentos na forma de gordura para um possível momento de escassez no futuro. As células adiposas produzem um hormônio conhecido como adiponectina, que estimula a utilização de glicose pelo músculo e eleva a oxidação de ácidos graxos no fígado e músculo.. Em situações de estresse, o endocanabinóide anandamida estimula o corpo a estocar mais gordura, o que resulta em menos adiponectina. Esse quadro leva ao acúmulo de açúcar no sangue e também de insulina. A molécula de rimonabanto se encaixa no receptor da anandamida, sem dar espaço ao endocanabinóide, interrompendo o ciclo que faz a célula de gordura ficar mais cheia.

## Contra indicações
- Hipersensibilidade ao rimonabanto.
- Doentes com depressão maior ou em doentes que utilizem antidepressivos, como fluoxetina.
- Lactação.

## Efeitos Colaterais
Os mais comuns são  náuseas e infecções do trato respiratório superior.
Entretanto os efeitos colaterais psiquiátricos foram a principal preocupação da Food and Drug Administration (FDA) contra a aprovação do rimonabanto em 2007. Apesar de os estudos relatarem baixos índices de complicações, um quadro de depressão e de intenção suicida não pode ser considerado irrelevante. Se houve casos como esses e, principalmente, após a comprovação de um caso real de suicídio, os profissionais devem ser alertados. Antes de ocorrer a prescrição desse medicamento, o paciente deve ser rigidamente avaliado em suas condições psicológicas, para que se evite um agravamento no quadro de depressão. Mesmo assim, corre-se o risco de um indivíduo psicologicamente normal desenvolver um quadro depressivo em função da medicação. Esse medicamento não está mais disponível no mercado.